# Kazub (województwo świętokrzyskie)
Kazub – osada w Polsce położona w województwie świętokrzyskim, w powiecie opatowskim, w gminie Ożarów.